# IC 5185
IC 5185 — галактика типу S? (спіральна галактика) у сузір'ї Тукан.
Цей об'єкт міститься в оригінальній редакції індексного каталогу.